# Skipsfjorden (Dønna)
 For alternative betydninger, se Skipsfjorden. (Se også artikler, som begynder med Skipsfjorden)
Skipfjorden er en fjordarm af Stifjorden i Dønna kommune i Nordland fylke i Norge. Fjorden ligger mellem øen Dønna i vest og øen Løkta i øst og den er 5,5 kilometer lang. I nord starter fjorden mellem Vardhaugneset på Dønna og Jordfastholmen på Løkta. Bygden Glein ligger på vestsiden af fjorden. I syd slutter fjorden mellem Gullsneset i vest og Kopardal i øst.
Fra Kopardal går der færge mod syd til Bjørn. Fylkesvej 186 går langs vestsiden af fjorden.